# Marcelo de Oliveira Santos
Marcelo de Oliveira Santos, detto Marcelo o Marcelo Oliveira (Pedro Leopoldo, 4 marzo 1955), è un allenatore di calcio ed ex calciatore brasiliano, di ruolo attaccante.

## Biografia
In seguito al ritiro dal mondo del calcio giocato e aver intrapreso la carriera di allenatore, ha aperto un'attività che svolge parallelamente a quella di tecnico, occupandosi di vendita all'ingrosso di gioielli.

## Caratteristiche tecniche
Giocava come attaccante, ricoprendo all'occorrenza anche il ruolo di centrocampista offensivo.

## Carriera

### Giocatore

#### Club
Giunto nel settore giovanile dell'Atlético Mineiro, fu incluso in prima squadra nel 1973 da Telê Santana. Debuttò in campionato il 29 agosto contro la Desportiva. Giocò da titolare la sua prima annata con il club, disputando ventiquattro incontri e segnando una rete, il 12 febbraio contro l'Olaria al Mineirão. Continuò poi a militare nel club per sei anni, superando le settanta presenze in massima divisione nazionale e andando a segno un totale di diciotto volte. Nel 1979 passò al Botafogo, con il quale debuttò il 7 novembre nella partita con il São Bento e realizzò il primo gol contro il Remo il 24 febbraio 1980. Si trasferì all'estero per giocare con il Nacional di Montevideo nel 1983, ma tornò nel 1984 per disputare un'ultima stagione con l'Atlético Mineiro. Si ritirò nel 1985 giocando con l'América-MG, essendovi stato chiamato da Palhinha.

#### Nazionale
Nel 1975 ottenne la convocazione per la Copa América. Fece dunque il suo esordio il 31 luglio a Caracas contro il Venezuela, giocando da titolare e venendo sostituito da Reinaldo nel corso della partita. Fu poi presente per i tre incontri successivi contro Argentina e Venezuela, giocando in quest'ultimo come centrocampista anziché come ala. Ottenuto l'ingresso alla fase successiva, non fu più impiegato da Brandão. Il 14 luglio 1977 disputò la sua ultima gara, quella valevole per le qualificazioni al campionato mondiale di calcio 1978 con la Bolivia.

### Allenatore
Ha allenato l'Atlético Mineiro nel 2003 e nel 2008; è stato poi tecnico dell'Ipatinga e del Paraná, terminando quest'ultimo incarico nell'ottobre del 2010. Dal 2011 è al Coritiba Foot Ball Club in sostituzione di Ney Franco.

## Palmarès

### Giocatore

#### Club
- Campionato Mineiro: 4

Atlético Mineiro: 1976, 1978, 1979, 1983
- Coppa dei Campioni (CBD): 1

Atlético Mineiro: 1978
- Campionato Capixaba: 1

Desportiva: 1984

#### Nazionale
- Giochi panamericani: 1

Città del Messico 1975

#### Individuale
- Capocannoniere del Campionato Mineiro: 1

1976 (7 gol)

### Allenatore
- Campeonato Mineiro Módulo II: 2

Ipatinga: 2009
- Campionato Paranaense: 2

Coritiba: 2011, 2012
- Campionato brasiliano: 2

Cruzeiro: 2013, 2014
- Campionato Mineiro: 1

Cruzeiro: 2014
- Coppa del Brasile: 1

Palmeiras: 2015